# Le Palais enchanté
Il palazzo incantato
Le Palais enchanté (Il palazzo incantato en italien) est un opéra baroque du compositeur italien Luigi Rossi sur un livret de Giulio Rospigliosi, créé en 1642 à Rome. L'histoire s'inspire de l'Orlando furioso de L'Arioste du début du xvie siècle.

## Historique
Le Palais enchanté est le premier opéra de Luigi Rossi sur un livret écrit par Giulio Rospigliosi, le futur pape Clément IX, inspiré par l'Orlando furioso de L'Arioste, dont il est la première adaptation à l'opéra. Fraîchement engagé en 1641 par le cardinal Antonio Barberini, neveu du cardinal Maffeo qui devient le pape Urbain VIII, pour mettre en musique ce livret, le compositeur accepte et se met à l'œuvre. Luigi Rossi est déjà fortement renommé à Rome quand on lui confie cette tâche. 
Initialement prévu pour être monté lors du carnaval de Rome en 1642 mais annulé devant la nouveauté stylistique de l'opéra, l'ouvrage est finalement créé à Rome le 22 février 1642 lors d'une représentation privée au teatro delle Quattro Fontane, dans le Palais Barberini. Bien que récoltant un certain succès malgré ses sept heures de représentation et des décors excessivement spectaculaires, il est rejoué pendant plusieurs mois et n'est plus remonté par la suite, même si certains passages sont parfois repris depuis. Le succès de l'opéra lors de ces représentations est un peu mitigé par le caractère excessivement dramatique ne faisant place qu'à un sentiment, la tristesse, ce qui gêne une partie du public.

### Postérité
La partition manuscrite est redécouverte en 1998 par le musicologue Annibale Cetrangolo dans la Bibliothèque apostolique vaticane, qu'il fait représenter tel quel la même année pour le quatre-centième anniversaire de la naissance de Luigi Rossi au théâtre de Foggia. Deux autres reprises ont lieu en 2008 et 2011, cette fois sous la direction de Christina Pluhar, au théâtre de Poissy et au Ludwigsburger Schlossfestspiele, mais toujours sans aucun arrangements particuliers. Le futur chef d'orchestre argentin Leonardo García Alarcón découvre le manuscrit en 1999-2000 alors qu'il était encore étudiant, et se décide vingt ans après à le monter sur scène.
Le Palais enchanté est représenté en version orchestrée, ramenée à trois heures et trente minutes, en décembre 2020 à l'Opéra de Dijon sous la direction de Leonardo García Alarcón au clavecin avec l'ensemble Cappella Mediterranea et mis en scène par le Belge Fabrice Murgia dans des décors de Vincent Lemaire, avec le Chœur de l’Opéra de Dijon et le Chœur de chambre de Namur. Prévu pour être monté sur scène à partir du 11 décembre, les représentations se font finalement par vidéo via le site de l'Opéra, captées aux moyens de caméras filmant la salle lors de la générale, à cause des restrictions liées à la pandémie de Covid-19 en France. Cette captation donne lieu à un enregistrement en DVD. Coproducteur, l'Opéra national de Lorraine monte en reprise l'opéra en octobre 2021, cette fois devant un public, puis est repris à l'Opéra royal du château de Versailles en décembre de cette même année.

## Description
Le Palais enchanté est une azione in musica de facture romaine en italien en un prologue et trois actes d'une durée de plus de sept heures. Le livret du Palais enchanté, de grande envergure, met en scène vingt-sept personnages enfermés par le mage Atlante dans son palais. Des ballets font également partie du spectacle et la partition prévoit plusieurs chœurs. Le style de la partition correspond au passage de l'esthétique de l'opéra romain que l'on retrouve par exemple chez Stefano Landi vers la manière napolitaine tels les ouvrages de Domenico Scarlatti. L'ouvrage garde une place particulière pour la spectacularité de ses dimensions, qui lui vaut d'être remarqué, même plusieurs mois avant sa première représentation durant les préparations, mais le condamne également à un relatif oubli pendant plusieurs siècles après avoir triomphé au cours des nombreuses reprises qu'il connaît les mois qui suivent sa première.

### Rôles
Les rôles du Palais enchanté sont distribués comme suit, :
| Rôle                 | Tessiture   | Créateur                | Reprise en 2020        |
| Prologue             | Prologue    | Prologue                | Prologue               |
| -------------------- | ----------- | ----------------------- | ---------------------- |
| Pittura              | soprano     | Paolo Visconti          | Deanna Breiwick        |
| Poesia               | soprano     | M. A. Soldi             | Gwendoline Blondeel    |
| Musica               | soprano     | Santi Casata            | Lucia Martín-Cartón    |
| Magia                | soprano     | Angelo Ferrotti         | Mariana Florès         |
| Action               |             |                         |                        |
| Bradamante           | soprano     | Marc'Antonio Pasqualini | Deanna Breiwick        |
| Ruggiero             | ténor       | Francesco Bianchi       | Fabio Trümpy           |
| Atlante              | ténor       | Lorenzo Sances          | Mark Milhofer          |
| Prasildo             | contreténor | Angelo Ferrotti         | Kacper Szelążek        |
| Alceste              | ténor       | Mario Savioni           | André Lacerda          |
| Angelica             | soprano     | Loreto Vittori          | Arianna Vendittelli    |
| Olympia              | soprano     | Santi Casata            | Lucía Martín-Cartón    |
| Marfisa              | soprano     | Paolo Visconti          | Mariana Florès         |
| Fiordiligi           | soprano     | Ludovico Camelano       | Gwendoline Blondeel    |
| Orlando              | baryton     | Odoardo Ceccarelli      | Victor Sicard          |
| Sacripante           | basse       | Antonio Sarci           | Grigory Soloviov       |
| Ferraù               | ténor       | Giacomo Brilli          | Valerio Contaldo       |
| Mandricardo          | baryton     | Bartolomeo Nicolini     | Alexander Miminoshvili |
| Gigante              | basse       | Bartolomeo Nicolini     | Grigory Soloviov       |
| Gradasso             | basse       | Geronimo Navarra        | Grigory Soloviov       |
| Brandimarte          | alto        |                         |                        |
| Doralice             | soprano     | Giovanni Paolo Selli    | Mariana Florès         |
| Iroldo               | ténor       | Francesco Stilli        |                        |
| Astolfo              | ténor       | Francesco Stilli        | Valerio Contaldo       |
| Un Cacciatore        | ténor       | Francesco Acquisti      |                        |
| Le Nain              | soprano     | Zuradio                 | Kacper Szelążek        |
| Eco                  | alto        |                         | Lucia Martín-Cartón    |
| Finardo              | alto        |                         |                        |
| Fioralba             | soprano     | M. A. Soldi             |                        |
| Chœur de demoiselles |             |                         |                        |
| Chœur de nymphes     |             |                         |                        |
| Chœur de fantômes    |             |                         |                        |

### Ressources
- Ressource relative à la musique :   - MusicBrainz (œuvres)
- Notices d'autorité :   - VIAF
  - BnF (données)
  - LCCN
  - GND
  - WorldCat